# Ингрехем, Прентис
Прентис Ингрехем (англ. Prentiss Ingraham; 28 декабря 1843, Натчез, США — 16 августа 1904, Билокси, США) — американский военный и писатель. Автор так называемых «десятицентовых романов» (dime novels) в жанре вестерн.

## Биография

### Военная карьера
Прентис Ингрехем родился в Натчезе (штат Миссисипи) в США. Он учился в Военной академии Сент-Тимоти (Мэриленд) и в военном Джефферсон-колледже (Миссисипи). Во время Гражданской войны служил в Армии Конфедеративных Штатов Америки в чине полковника.
После окончания войны уехал в Мексику и воевал вместе с Бенито Хуаресом против французского вторжения. Ингрехем участвовал в Австро-прусской войне, в войне против турок на Крите, служил в армии египетского хедива, затем воевал на стороне кубинских повстанцев против Испании.
После этого он уехал на Дикий Запад, где познакомился с Уильямом Коди по прозвищу Буффало Билл. Работал вместе с Буффало Биллом в его «Шоу Дикого Запада».

### Писательская карьера
Карьера Ингрехема в качестве писателя началась в Лондоне в 1869 году. Героями его приключенческих книг были Буффало Билл и Техас Джек. Ингрехема называют «Королём десятицентовых романов».

### Поздние годы
Последние годы Ингрехем провёл в доме для ветеранов армии Конфедерации в Билокси (Миссисипи), где и умер от нефрита в возрасте шестидесяти лет.